# Dexia analis
Dexia analis là một loài ruồi trong họ Tachinidae.